# Lelie (val)

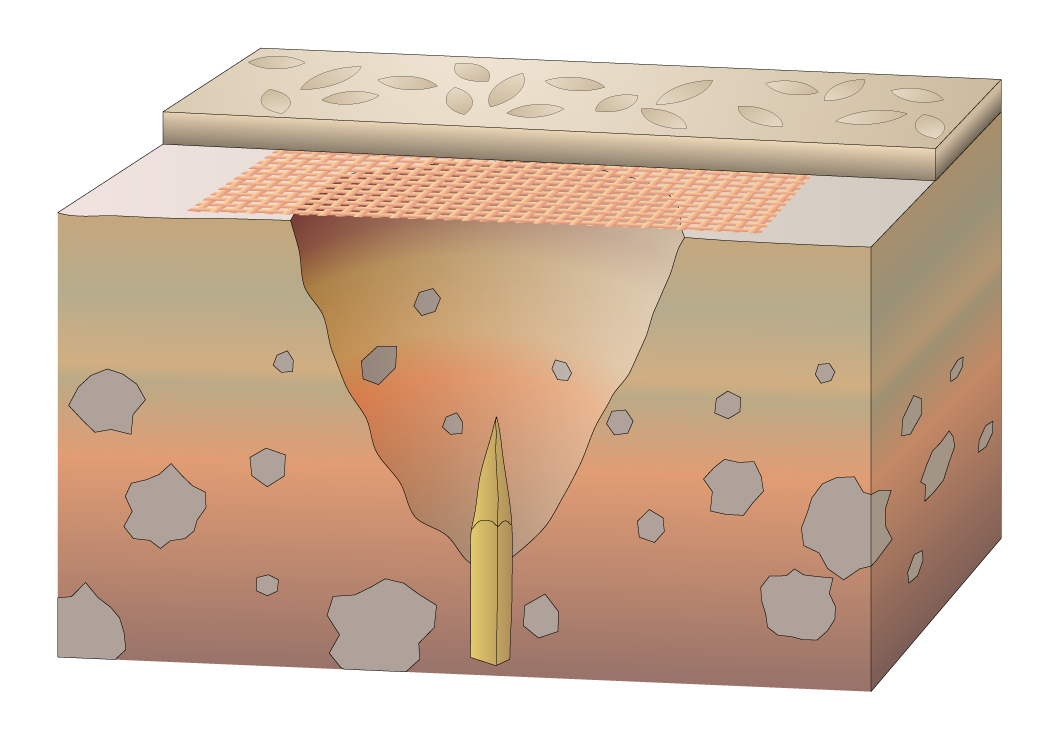
De verschillende onderdelen van de val

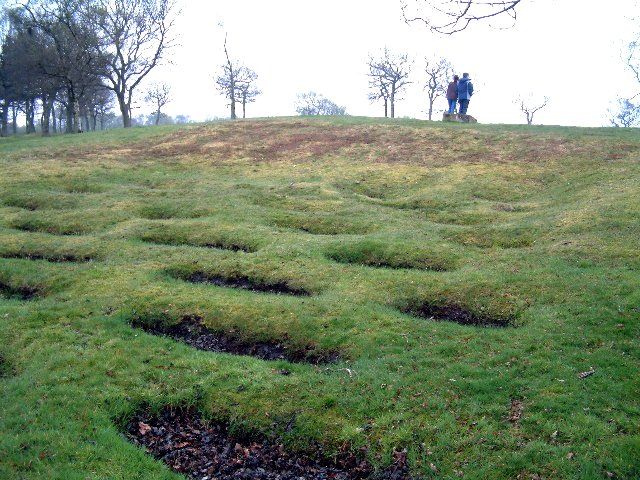
Lelies als verdedigingswerk rond het Romeinse Rough Castle Fort

Een lelie is een type valkuil dat voor het eerst beschreven werd door Julius Caesar. Een lelie bestaat uit een V-vormige kuil met op het diepste punt een spies.
Caesars troepen gebruikten lelies bij de belegering van Alesia als onderdeel van de omsingelingswerken om zich te beschermen tegen uitvallen vanuit de stad en aanvallen van het Gallisch ontzettingsleger. De kuilen waren ongeveer 90 cm diep en de gebruikte staken werden gehard in vuur.

## Bron
- Warry, John. 1993. Oorlogvoering in de klassieke wereld, p. 167. ISBN 90-252-6982-6. Vertaling van Warfare in the Classical World.